# 井上尚弥 対 テレンス・ジョン・ドヘニー戦
NTTドコモ Presents  WBA・WBC・IBF・WBO世界スーパーバンタム級タイトルマッチ 井上尚弥 vs  テレンス・ジョン・ドヘニー（エヌティティドコモ プレゼンツ ダブリュービーエー・ ダブリュービーシー・アイビーエフ・ダブリュービーオー せかいスーパーバンタムきゅうタイトルマッチ いのうえなおや たい テレンス・ジョン・ドヘニー）は、2024年9月3日、日本東京都江東区の有明アリーナで開催されたプロボクシングの試合。WBA・WBC・IBF・WBO世界スーパーバンタム級統一王者の井上尚弥と、WBO世界スーパーバンタム級2位のテレンス・ジョン・ドヘニーが行ったタイトルマッチ。

## 試合までの経緯

### 両者の世界戦及び前戦まで
2018年8月16日、後楽園ホールで、ドヘニーがIBF世界スーパーバンタム級王者岩佐亮佑に指名挑戦者として挑戦、試合は持ち味の接近戦を封印しアウトボクシングを展開、自身と同じサウスポーの岩佐の動きを封じる作戦が功を奏して12回3-0（116-112、117-112、115-113）の判定勝ちを収めて王座を獲得した。
2019年1月18日、ニューヨークのフールー・シアターで、ドヘニーがIBF世界スーパーバンタム級10位の高橋竜平と対戦し、11回2分18秒TKO勝ちを収め初防衛に成功した。高橋は前年の12月1日から試合の打診はあったものの、試合日が決まらず疑心暗鬼になっていたところ、試合の10日前になって試合が決まったと急遽連絡が来てからビザを取得し、試合1週間前にギリギリで正式決定した試合だった。
2019年4月26日、カリフォルニア州イングルウッドのザ・フォーラムにてファン・フランシスコ・エストラーダvsシーサケット・ソー・ルンヴィサイ第2戦の前座で、ドヘニーがWBA世界スーパーバンタム級王者ダニエル・ローマンと王座統一戦を行い、12回0-2（113-113、110-116×2）の判定負けを喫し王座統一と2度目の防衛に失敗、王座から陥落した。この試合でドヘニーは23万ドル（約2,500万円）、ローマンは20万ドル（約2,100万円）のファイトマネーを稼いだ。
2023年7月25日、有明アリーナで、井上がWBC・WBO世界スーパーバンタム級統一王者スティーブン・フルトンと対戦し、8回1分14秒TKO勝ちを収め2団体王座の獲得及び世界4階級制覇を達成した。
2023年12月26日、有明アリーナで、井上がWBA・IBF世界スーパーバンタム級統一王者マーロン・タパレスと対戦し、10回1分2秒KO勝ちを収め、WBC・WBO王座の初防衛及びWBA・IBFの2団体王座を獲得し、バンタム級に続き史上2人目となる2階級4団体王座統一に成功した。
2024年5月6日、東京ドームで、井上がWBC世界スーパーバンタム級1位のルイス・ネリと対戦し、6回1分22秒TKO勝ちを収め、WBC・WBO王座は2度目、WBA・IBF王座の初防衛及びWBCダイヤモンド王座の獲得に成功した。この試合の前座で、ドヘニーはブリル・バヨゴスとノンタイトル8回戦を行い、4回2分51秒TKO勝ちを収めた。この試合はメインイベントのリザーブカードとしても行われ、メインイベントにおいて体重超過などによる欠場といった不測の事態が発生した場合にはドヘニーが代役として出場する予定となっていた。

### 対戦決定後の概要から試合まで
2024年7月16日、六本木にあるグランドハイアット東京で記者会見が開かれ、2024年9月3日に有明アリーナで井上とドヘニーによるタイトルマッチが行われることが発表された。またアンダーカードで、WBO世界バンタム級王者武居由樹と元WBC世界フライ級王者でWBO世界バンタム級1位比嘉大吾のタイトルマッチ、WBA世界スーパーライト級暫定王者イスマエル・バローゾとWBA世界スーパーライト級7位平岡アンディによるWBA世界スーパーライト級挑戦者決定戦、OPBF東洋太平洋ウェルター級王者佐々木尽とOPBF東洋太平洋ウェルター級10位カミル・バラによるタイトルマッチ、日本スーパーバンタム級王者下町俊貴と日本スーパーバンタム級ユース王者津川龍也によるタイトルマッチが行われることも明らかになった。会見で井上はドヘニーについて「本番で実力を発揮する選手だと感じている。一発を警戒しながら、一発も触れさせないボクシングをしたい」と決意を口にし、対戦相手として物足りないのではないかとの質問に対しては、「スーパーバンタム級が2年で6試合やるとして、6試合フルで東京ドームのような試合をするのは無理」と理解を求めつつ、「前みたいにモチベーションが落ちるということはないですよ」とも話し、「前に出てくると思うし、面白い試合になると思いますよ」と好試合を予告した。ドヘニー陣営からはプロモーターであるマイク・アルティムラが会見に出席し、ドヘニーが既にアメリカのマサチューセッツ州でトレーニングキャンプに入っていることを明かし、「オレは今までの井上の相手のように逃げ回ったりはしない」と強気に発言していることを明らかにした。またアルティムラは「この試合に勝つか勝たないかで『ただの世界王者経験者』か『伝説的な選手』になるか、それくらいの違いがある」と人生を左右する大一番と強調し、「過去の選手とはレベルが違う認識。直近3試合の合宿は1か月くらい。今回は長い。練習を上げないといけない」と気合を入れた。
2024年7月20日、井上が18日から横浜市内のジムで行っていた短期集中トレーニング合宿を終えたことを、大橋ジムが明らかにした。井上は前の試合前には合宿を行わなかったが、「今回はしっかりスイッチ入れるというか基礎を作る。自分の中では抜かりなくと思っていますけど、過去の試合も含めて、試合終わったら足らなかったという部分あるので、今回は入れました」と理由を説明していた。
2024年7月29日、井上がメキシコ人パートナー2人とスパーリングを開始した。井上は「2人のパートナーで8ラウンドを動ききれた。スタミナの確認も含めてやりきれたことに手応えがある」と感触を語り、2週間前にジム内集中合宿に取り組んでいたが、「もう疲労も抜け、良い状態で（第2陣の）メキシコ勢とのスパーリングを迎えられたと思う」と、調整も上々。ドヘニーの試合動画に関しては「最近の日本でやった3試合のうち、東京ドームの試合だけは見ていない。ただ何となくドヘニーのボクシング自体は分かっているので、あとは自分がどう戦うかだと思う」と今後を見据えた。
2024年8月14日、井上が自身のSNSを更新し、「4団体統一戦まで3週間」と炎のスタンプを添え、高いモチベーションを保っていることを強調。戦前予想で優位となっているムードを懸念しながら「周りの楽勝ムード吹っ飛ばす為にここ数年で一番練習してるから今の時期での体つきが違うように見える。気のせいか、、、」とコメントし、現時点での調整状況を報告した。
2024年8月19日、井上が自身のSNSを更新し、「今日も一日やり終えた、、、残り2週間　まだまだ動けるけど疲労と向き合わなきゃいけないもどかしさ、、、絶好調の動きを9月3日は楽しみにしてください」と投稿した。
2024年8月21日、井上が横浜市内のジムで公開練習を行った。井上は「一番よく練習したなという自負があるぐらい、かなり追い込めました」と仕上がりに手応えを感じ、ドヘニーについてはドヘニーがやるべきことは分かっているし、判定で勝とうなんて気持ちはさらさらないと思う。だからこそ気をつけないといけない。一発というものを、そこだけは気をつけながら、試合を運んでいきたい」と、相手が攻撃的に来ることをイメージし、「判定決着は許されない。その中で流れをしっかり作って、仕留めるべき瞬間に仕留められるのがベスト」と自ら義務付けた。
2024年8月23日、ドヘニーが合宿先のボストンから来日。来日後の取材でドヘニーは「（戦前予想が）劣勢なのはもちろん分かっている。自分は4団体統一王座戦なので、やる気満々だ。過去にも不利予想は何度もあった。それを覆してここまで来たんだ」と強気に言い放ち、「ストレス、邪魔が入らないように睡眠、ボクシングの練習に集中できる環境にしたんだ。スパーリングは何ラウンドやったか分からないが、たくさんやってきた。スピード、テクニックなど1つに絞らずに対策を練ってきた」と自信の表情を浮かべ、「試合は楽しみでしかない、4団体統一戦だぜ」と高いモチベーションを口にした。
2024年8月24日、ドヘニーが横浜市内で公開練習と記者会見を行った。ボストンで10週間のキャンプを張ってきたドヘニーは「エリート相手にエリートたる試合をしなければならないから、世界最高レベルの施設でトレーニングできたのは良かった。今回の試合に見合ったトレーニングをしてきた」と、練習内容に手応え十分。「キャリアで最高の状態だと思う。年老いた、衰えたということは一切感じていない。年齢はボクシングのキャリアには全く関係ない」と強調し、井上についてはに対しては「素晴らしいファイターで、彼の名を汚すような口撃をするつもりは全くない。井上を下げるようなことを言うつもりはない」と、最上級の敬意を払い、「彼に何か対策をするのは愚かなことだ。彼はオールラウンダーで、どんな時も瞬時に対応できるからだ。彼に対して戦略を立てることはしていない。どう対策したところで、その対策を崩されて何もできなくなったら困る」と主張。その上で「自分の経験を生かして、唯一信頼を置いているヘクター・バミューデスと練習するのが何よりも頼もしいことだったし、その練習が奏功すると思う」と語った。
2024年8月26日、井上が横浜市内のジムで最終スパーリングを行った。今後は最後の体重調整をしながら当日のリングに向けて整えていく事となり、大橋ジムの大橋会長からは「最高の調子に仕上がりました」とコメントが発表された。
2024年8月30日、横浜市内のホテルで最終記者会見が開かれた。会見に臨んだ井上は「自分の中で納得する試合をしたい」と落ち着いた中にも絶大の自信を感じさせる発言をし、この試合を「スーパーバンタム級で戦っていく中で避けられない一戦」と位置付け、「簡単な試合だとは思っていない」と警戒心を緩めず、ドヘニーの実力を高く評価し、「体もでかい。（計量後の）リカバリーもよく、試合ではさらに大きくなってくる」と分析。「そんな相手だからこそ、KOしたい。準備はできている」と語り余裕を見せた。一方のドヘニーは、井上をリスペクトしていると言いつつも「その思いは一端置いてリングに上がる」とも語り、「歴史をつくるためにきた。タイトルを取り戻す」と、元王者のプライドものぞかせた。
2024年9月2日、横浜市内のホテルで前日計量が行われ、井上が55.3kg、ドヘニーが55.1kgで両者ともリミット55.3kgをクリアした。体重のリバウンド量が注目されるドヘニーについて井上は「自分相手に10kg以上戻したら、ボクシングできないよということを見せようと思っています」と語り、「ばっちりです」と調整が上手くいったことをアピール。一方のドヘニーは「Ready」とこちらも準備万端整ったことを強調した。
2024年9月3日、有明アリーナで行われたWBA・WBC・IBF・WBO世界スーパーバンタム級タイトルマッチにおいて、井上が7回16秒TKO勝ちを収め、WBC・WBO王座は3度目、WBA・IBF王座は2度目の防衛に成功した。

### 試合後
勝利後のインタビューで井上は、試合途中にドヘニーが腰を痛めて棄権する形でのTKO勝利となったことについて「ダメージは少なからず蓄積はあったと思います」と言及。「やりたかったのは、丁寧にボクシングを組み立てる、ボクシングは簡単なものではないので、倒しにいこうと思って倒せるスポーツではないので、しっかりボクシングを理解して組み立てるように意識した」と試合を振り返り、「内容、結果として皆さんの満足するような、期待していたような試合内容ではなかったと思うが、長く試合をしていればこういう試合もある。次に期待していただきたい」とコメント。そして「まだまだ未完成だと思うし、きょうの試合の内容は自分の出来の悪さではなくてドヘニーのキャリア、試合運びのうまさがこういう内容にさせたと思うので、まだまだ自分としては完成してないな、もっともっと上を目指して頑張っていきたいと思います」と更なる意欲を語り、「平日のお足元の悪い中、会場までお集まりいただき本当にありがとうございました」と来場者に向けて感謝のメッセージを伝えた。試合後の記者会見で井上は、「これからかなというところだったが、結果としてこうなったのは仕方がない」と胸の内を語り、「あの相手に自分としては最善を尽くせたかなとは思います。ちょっと中途半端な終わり方になってしまったなと思った」と振り返った。
一方敗れたドヘニーは試合後、控え室の椅子に座り込み、陣営からの痛みの原因を問われると、「骨盤の上の筋肉だ」と打ち明け、「脚が使えなかったんだ。踏み込もうとしたんだけどダメで、もう一度踏み込もうとしたけど無理だった」と痛みを告白し、試合後の会見は欠席した。翌日ドヘニーは自身のSNSにて、「バミューデスのおかげでスパーのように戦えていることがわかる。我々はモンスターを混乱させることができた。俺の身体が持ち堪えられなくて残念だった」と無念の思いを記した。
2024年9月4日、試合から一夜明け4団体全ての王座を防衛した井上が横浜市内のジムで記者会見を開いた。井上は「眠れはしましたが、そんなに深い眠りにはつけていない。それはいつも同じ。ダメージもないです」と回顧し、「慎重に冷静にボクシングを徹底してできた。映像で見返したら感覚よりもっとよかった。そこまで分析できていないけど、東京ドームの初回のミスからの改善というテーマはしっかりどのラウンドでもできた。自分にとって今回、最終的なフィニッシュシーンは少し不完全燃焼のところもある。12月まで短いスパンでやれるので、気持ちを切らさず12月に向けて気持ちを高めたい」と次戦に向けて照準を合わせていた。

### 次戦へ向けて
試合後にトップランクのボブ・アラムCEOが井上の次戦について、クリスマスイブとなる12月24日、東京で開催され、IBF・WBO世界スーパーバンタム級1位のサム・グッドマンが挑戦者になるとコメント。大橋ジムの大橋会長も、「そうなるのではないですか」と認めた。陣営関係者は首都圏の会場を確保済みで「クリスマスあたりに組まれることになる」と明らかにしていた。グッドマンは井上の勝利後に自身のSNSにて、「12月に会いましょう」と投稿し、対する井上も試合後の記者会見でグッドマンをはじめとした次戦の対戦候補について問われると、「いずれやるので。心配しないで」と笑い飛ばした。
以降の動向は「井上尚弥 対 サム・グッドマン戦」を参照

## 対戦カード
^Note 1 WBA・WBC・IBF・WBO・リングマガジン世界スーパーバンタム級タイトルマッチ
^Note 2 WBO世界バンタム級タイトルマッチ
^Note 3 WBA世界スーパーライト級挑戦者決定戦
^Note 4 OPBF東洋太平洋ウェルター級タイトルマッチ
^Note 5 日本スーパーバンタム級タイトルマッチ

## 採点表
| 王座：WBA・WBC・IBF・WBO・リングマガジン世界スーパーバンタム級タイトルマッチ | 王座：WBA・WBC・IBF・WBO・リングマガジン世界スーパーバンタム級タイトルマッチ | 王座：WBA・WBC・IBF・WBO・リングマガジン世界スーパーバンタム級タイトルマッチ | 王座：WBA・WBC・IBF・WBO・リングマガジン世界スーパーバンタム級タイトルマッチ | 王座：WBA・WBC・IBF・WBO・リングマガジン世界スーパーバンタム級タイトルマッチ |                                       | 主審：ベンス・コバックス(ハンガリー:WBO) | 主審：ベンス・コバックス(ハンガリー:WBO) | 主審：ベンス・コバックス(ハンガリー:WBO) | 主審：ベンス・コバックス(ハンガリー:WBO) | 主審：ベンス・コバックス(ハンガリー:WBO)                                          |                                                                                   | 立会人：ウォン・キム（WBA:韓国,アジア地区アシスタントディレクター） ケビン・ノオーン(WBC:アイルランド,WBCアジア会長) ベン・ケイルティー（IBF:オーストラリア,IBFオーストラリア,オセアニア,アジア地区統括本部長） レオン・パノシリノ(WBO:フィリピン,WBOアジア太平洋地域事務局長) | 立会人：ウォン・キム（WBA:韓国,アジア地区アシスタントディレクター） ケビン・ノオーン(WBC:アイルランド,WBCアジア会長) ベン・ケイルティー（IBF:オーストラリア,IBFオーストラリア,オセアニア,アジア地区統括本部長） レオン・パノシリノ(WBO:フィリピン,WBOアジア太平洋地域事務局長) | 立会人：ウォン・キム（WBA:韓国,アジア地区アシスタントディレクター） ケビン・ノオーン(WBC:アイルランド,WBCアジア会長) ベン・ケイルティー（IBF:オーストラリア,IBFオーストラリア,オセアニア,アジア地区統括本部長） レオン・パノシリノ(WBO:フィリピン,WBOアジア太平洋地域事務局長) | 立会人：ウォン・キム（WBA:韓国,アジア地区アシスタントディレクター） ケビン・ノオーン(WBC:アイルランド,WBCアジア会長) ベン・ケイルティー（IBF:オーストラリア,IBFオーストラリア,オセアニア,アジア地区統括本部長） レオン・パノシリノ(WBO:フィリピン,WBOアジア太平洋地域事務局長) | 立会人：ウォン・キム（WBA:韓国,アジア地区アシスタントディレクター） ケビン・ノオーン(WBC:アイルランド,WBCアジア会長) ベン・ケイルティー（IBF:オーストラリア,IBFオーストラリア,オセアニア,アジア地区統括本部長） レオン・パノシリノ(WBO:フィリピン,WBOアジア太平洋地域事務局長) |
| 開催日：2024年9月3日                                                         | 開催日：2024年9月3日                                                         | 開催日：2024年9月3日                                                         | 開催日：2024年9月3日                                                         | 開催日：2024年9月3日                                                         | 会場：東京都江東区・有明アリーナ      | 会場：東京都江東区・有明アリーナ         | 会場：東京都江東区・有明アリーナ         | 会場：東京都江東区・有明アリーナ         | 会場：東京都江東区・有明アリーナ         | 主催：トップランク ノーリミット・ボクシング・プロモーションズ TGBプロモーションズ | 主催：トップランク ノーリミット・ボクシング・プロモーションズ TGBプロモーションズ | 主催：トップランク ノーリミット・ボクシング・プロモーションズ TGBプロモーションズ | 主催：トップランク ノーリミット・ボクシング・プロモーションズ TGBプロモーションズ | 主催：トップランク ノーリミット・ボクシング・プロモーションズ TGBプロモーションズ | | |
| 井上尚弥                                                                     | 井上尚弥                                                                     | 対                                                                           | テレンス・ジョン・ドヘニー                                                   | テレンス・ジョン・ドヘニー                                                   | 井上尚弥                              | 井上尚弥                                 | 対                                       | テレンス・ジョン・ドヘニー               | テレンス・ジョン・ドヘニー               | 井上尚弥                                                                          | 井上尚弥                                                                          | 対 | テレンス・ジョン・ドヘニー | テレンス・ジョン・ドヘニー | | |
| RS                                                                           | TS                                                                           | 回                                                                           | TS                                                                           | RS                                                                           | RS                                    | TS                                       | 回                                       | TS                                       | RS                                       | RS                                                                                | TS                                                                                | 回 | TS | RS | | |
| 10                                                                           |                                                                              | 1                                                                            |                                                                              | 9                                                                            |                                       | 10                                       |                                          | 1                                        |                                          | 9                                                                                 |                                                                                   | 10 | | 1 | | 9 |
| 10                                                                           | 20                                                                           | 2                                                                            | 19                                                                           | 9                                                                            | 10                                    | 20                                       | 2                                        | 19                                       | 9                                        | 10                                                                                | 20                                                                                | 2 | 19 | 9 | | |
| 9                                                                            | 29                                                                           | 3                                                                            | 28                                                                           | 10                                                                           | 9                                     | 29                                       | 3                                        | 28                                       | 10                                       | 10                                                                                | 30                                                                                | 3 | 27 | 9 | | |
| 10                                                                           | 39                                                                           | 4                                                                            | 37                                                                           | 9                                                                            | 9                                     | 38                                       | 4                                        | 38                                       | 10                                       | 9                                                                                 | 39                                                                                | 4 | 37 | 10 | | |
| 10                                                                           | 49                                                                           | 5                                                                            | 46                                                                           | 9                                                                            | 10                                    | 48                                       | 5                                        | 47                                       | 9                                        | 10                                                                                | 49                                                                                | 5 | 46 | 9 | | |
| 10                                                                           | 59                                                                           | 6                                                                            | 55                                                                           | 9                                                                            | 10                                    | 58                                       | 6                                        | 56                                       | 9                                        | 10                                                                                | 59                                                                                | 6 | 55 | 9 | | |
| 計                                                                           |                                                                              | –                                                                            |                                                                              | 計                                                                           |                                       | 計                                       |                                          | –                                        |                                          | 計                                                                                |                                                                                   | 計 | | – | | 計 |
| 副審：デビッド・サザーランド（アメリカ:WBC)                                  | 副審：デビッド・サザーランド（アメリカ:WBC)                                  | 副審：デビッド・サザーランド（アメリカ:WBC)                                  | 副審：デビッド・サザーランド（アメリカ:WBC)                                  | 副審：デビッド・サザーランド（アメリカ:WBC)                                  | 副審：ロバート・ホイル（アメリカ:WBA) | 副審：ロバート・ホイル（アメリカ:WBA)    | 副審：ロバート・ホイル（アメリカ:WBA)    | 副審：ロバート・ホイル（アメリカ:WBA)    | 副審：ロバート・ホイル（アメリカ:WBA)    | 副審：パベル・カルディーニ（ポーランド:IBF）                                      | 副審：パベル・カルディーニ（ポーランド:IBF）                                      | 副審：パベル・カルディーニ（ポーランド:IBF） | 副審：パベル・カルディーニ（ポーランド:IBF） | 副審：パベル・カルディーニ（ポーランド:IBF） | | |
| 処分：無し                                                                   | 処分：無し                                                                   | 処分：無し                                                                   | 処分：無し                                                                   | 処分：無し                                                                   | 減点：無し                            | 減点：無し                               | 減点：無し                               | 減点：無し                               | 減点：無し                               | 結果：井上の7回16秒TKO勝ち                                                        | 結果：井上の7回16秒TKO勝ち                                                        | 結果：井上の7回16秒TKO勝ち | 結果：井上の7回16秒TKO勝ち | 結果：井上の7回16秒TKO勝ち | | |

ルール
- 採点は10点方式
- フリーノックダウン制
- 4回終了までの偶然のバッティングで試合続行不可能となった場合は無効試合、4回が終了すれば負傷判定
- 途中採点は公開しない
- インスタントリプレールールは採用しない
- ドーピング検査は試合後、VADA（ボランティア反ドーピング機構）が採用
- IBFルールである当日計量（規定体重の10lbs.（4.5kg）増までを上限）は行わない[43]

グローブ
- 井上尚弥 ウイニング社 （日本製8オンス 黒とグレー）
- テレンス・ジョン・ドヘニー エバーラスト社 （アメリカ製8オンス 白）

ラウンドガール
- 引地裕美
- 池永百合

## 試合の詳細

### WBAからの指名試合のオーダー
2024年6月13日、WBAが井上とWBA世界スーパーバンタム級1位ムロジョン・アフマダリエフに対して指名試合を行うように通達した。WBAの規定で王者は王座獲得から9か月以内に指名挑戦者との試合を義務付けられており、2024年9月25日までに対戦しなければならなくなったが、井上はスーパー王者の為、18か月以内に指名選手と対戦すれば問題ないことが判明。アフマダリエフは自身のSNSの動画にて「井上、準備はできているか？　レッツゴー、チャンプ。レッツゴー」と言い放ったが、この時点で既に井上陣営はドヘニーとの対戦を内定させていた。アフマダリエフをプロモートしているマッチルーム・スポーツのエディー・ハーンCEOは「申し訳ないが、井上vsドヘニーは酷いミスマッチだ。正直に言わせてもらう。こんなふざけたマッチメイクを受け入れてはいけない」と断言し、ファンに呼び掛けた。これに対し、井上は2024年6月28日に都内で取材に応じ、「指令が出たタイミング、相手のプロモーターの発言にしろ結構嫌がらせチックな感じ」と不満を表し、「別にベルトにもうこだわりはない。それで剥奪させるなら全然いい」と次戦では指令に応じない構えを示した。2024年7月2日に、アフマダリエフのマネージャーを務めるワディム・コルニーロフはアメリカ専門メディア『Boxing Scene』のインタビューに応じ、「アフマダリエフがそんなに逃げられるようなボクサーだとは知らなかったよ」と皮肉を口にし、「我々はカネのために、イノウエとの試合を望んでいるわけじゃない。ただ、日本のファンにとって、十分でないと感じるのであれば、イギリスやサウジアラビアで試合をすることもできるはずだ」と異論をぶつけ、アフマダリエフ自身も「彼ら（井上陣営）は私との戦いから逃げていると思う。彼はレジェンドで、パウンド・フォー・パウンドのファイターなのだから、たとえ義務ではなくても、トップの相手と戦うべきだ。私は、この階級のトップファイターの一人だと思っている。私は、彼との戦いを急いでいるわけではない。12月に彼と戦うことはできるが、彼らは、きっと私と戦わないだろう。明らかにドヘニーは、この階級のトップコンテンダーではない」と怒りの声を発した。
結果、WBAからの指名試合を断りドヘニーとの対戦を選択したことにより、WBAのベルトが剥奪されるのではないかと心配されていたが、2024年7月16日に行われた会見後の取材で大橋ボクシングジムの大橋秀行会長は「WBA王座は保持できることになった」と話し、「いろいろ交渉とかがあって。スーパー王者の指名期限が18ヵ月という話には何かその中でも色々あるようで、僕もその辺は分からないけどはっきりとした定義がないみたいですね」と語り、井上自身も「気持ちとしては（持っていないのとでは）違う。どうせ防衛戦をやるんだったら4本持って入場した方が自分的にも気持ちいいです」と表情を引き締めた。
一方、アフマダリエフのプロモーターであるエディー・ハーンは「井上尚弥は素晴らしい王者であり、マネージャーの大橋、プロモーターのミスター本田も立派な人物だ。彼らのことは個人的には好きだが、ただ井上がTJ・ドヘニーを挑戦者に選んだことにはがっかりさせられた。ボクシングファンも落胆しているのではないか。ドヘニーが世界王者だった5年前に彼の試合をプロモートしたことがあるから、いい選手であることもわかっている。ただ、井上はパウンド・フォー・パウンドでもNo.1かもしれない王者だ。スーパーバンタム級で残された唯一の好マッチアップはMJ（・アフマダリエフ）との対戦だ。アフマダリエフ戦でも井上が断然優位と目されるだろうが、それでもWBAの指名試合であり、すでに対戦指令も出ている。日本の大興行は毎回、素晴らしい雰囲気になり、そこで試合をするのによりふさわしかったのはMJの方だったというのが私の意見だ」と井上とドヘニーの対戦決定に落胆し、「今後も試合の挙行を呼びかけていきたい。そうやって言葉に出し続けることによって、対戦が実現した時にはより大きな試合になると思う」と語り、今後2024年12月にアフマダリエフを井上に挑戦させていく意向を明らかにした。
ドヘニー戦に井上が勝利した後、エディ・ハーンは自身のSNSにて「スーパーバンタム級でイノウエに残された唯一の戦いであり、適切な戦い！WBAはこの戦いを指令している…時は来た！」とアフマダリエフとの対戦要求を突きつけるように投稿した。またアフマダリエフ自身もの独占取材に応じ、「ベルトは私の手元にあるべきです。取り戻すためなら、いつでもどこへでも出向いて戦う準備ができている」と、井上との早期決戦を熱望した。

### プロデュース
この試合の興行演出担当者によると、井上自身がプロデュース会議に参加し、自身のリング入場時を含めた興行全体の演出アイデアを提案し、そのまま採用されたことが明かされた。演出担当者は「井上選手のアイデアがそのまま採用されたのは初めてだと思う。演出プロデュースに良いものを持っているし、ボクサーとして多彩な部分があって良いと思う」と歓迎した。

### PR
PR担当者によると、10億円以上の費用を投じて興行のPRを行ったことを明かし、「1興行のプロモーション費用が10億円以上になるのは異例だと思う」と言葉に力を込めた。

### 入場
先に入場したのは、アウェーでの試合となったドヘニー。井上は佐藤直紀作曲で、ドラマ『GOOD LUCK!!』のテーマ曲である「Departure」を入場曲に選び、最後に入場した。

### ファイトマネー
アメリカメディア「ボクシング・キングダム」は井上のファイトマネーが650万ドル（約9億4200万円）以上とし、ドヘニーは「80万ドル（約1億2000万円）と報じた。

### チケット
- 2024年7月26日より抽選受付を開始し[61]、2024年8月17日から販売開始[62]。2024年8月2日には全国47都道府県の100映画館でライブビューイングされることが発表され、2024年8月5日より先行抽選販売が開始[63]。
  - SRS席（アリーナ1～6列目）：27万5000円
  - SRS席（アリーナ7列目以降）：24万2000円
  - スタンドRS席：18万1500円
  - スタンドSS席：15万1250円
  - スタンドS席：12万1000円
  - 指定A席：8万4700円
  - 指定B席：6万500円
  - 指定C席：3万6300円
  - 指定D席：2万4200円
  - 指定E席：1万2100円
  - 車椅子席：3万6300円
  - 車椅子席（本人＋介助者1名の2席分）：7万2600円
    - ライブビューイング一般チケット：5500円
    - ライブビューイング特別会員チケット：4500円

### 来場者
試合当日は会場に15,000人の観客が集まり、その中には布袋寅泰、香川照之、リーチ・マイケル、阿部一二三、片岡愛之助、加藤浩次、糸井重里、霧島鐵力どの著名人も観戦しており、豪華な客席も話題になった。

## 放送
| 国/地域       | 地上波放送 | ケーブル・衛星放送 | PPV | ネット配信 |
| ------------- | ---------- | ------------------ | --- | ---------- |
| 日本 (開催地) | N/A        | N/A                | N/A | Lemino     |
| アメリカ      | N/A        | N/A                | N/A | ESPN+      |